# Герб Лімузену
Герб Лімузену — герб регіону на південному заході центральної частини Франції.

## Опис
Горностаєвий щит з червоною облямівкою.

## Історія
Герб походить від символіки Гі Бретонського або Гая VII Ліможського, який був другим сином герцога Бретонського Артура II і Марії, віконтеси Ліможської. Він був віконтом Ліможа з 1314 по 1317 рік і графом Пентьєвра з 1317 по 1331 рік. Герб Гі був утворений шляхом додавання до Бретонського герба червоної облямівки, що символізувала другу ступінь спадкоємності свого батька.

Історичний герб віконтів Ліможських
Герб віконтів Ліможських (1139-1290)
Герб Бретані
Герб віконтів Ліможських від Гая VII (з 1290 року)